# Labourse
Labourse ist eine französische Gemeinde mit 2876 Einwohnern (Stand: 1. Januar 2022) im Département Pas-de-Calais in der Region Hauts-de-France. Sie gehört zum Kanton Nœux-les-Mines im Arrondissement Béthune. Die Einwohner werden Laboursais genannt.

## Lage
Die Gemeinde Labourse liegt etwa vier Kilometer südöstlich von Béthune im dicht besiedelten ehemaligen Nordfranzösischen Kohlerevier. An die Steinkohlebergbau-Tradition erinnern noch Tagebaurestlöcher und Abraumhalden im Gemeindegebiet. Umgeben wird Labourse von den Nachbargemeinden Beuvry im Norden, Sailly-Labourse im Osten, Mazingarbe im Südosten, Nœux-les-Mines im Süden und Südwesten sowie Verquigneul im Westen. Durch die Gemeinde führt die Autoroute A26.

## Bevölkerungsentwicklung
| Jahr                       | 1962 | 1968 | 1975 | 1982 | 1990 | 1999 | 2006 | 2012 | 2022 |
| Einwohner                  | 2272 | 2201 | 1926 | 1711 | 2057 | 2028 | 2166 | 2429 | 2876 |
| Quellen: Cassini und INSEE |      |      |      |      |      |      |      |      |      |

## Sehenswürdigkeiten
- Kirche Saint-Martin aus dem 16. Jahrhundert, seit 1926 Monument historique
- Kapelle, wiedererrichtet nach dem Ersten Weltkrieg
- Schloss aus dem 19. Jahrhundert

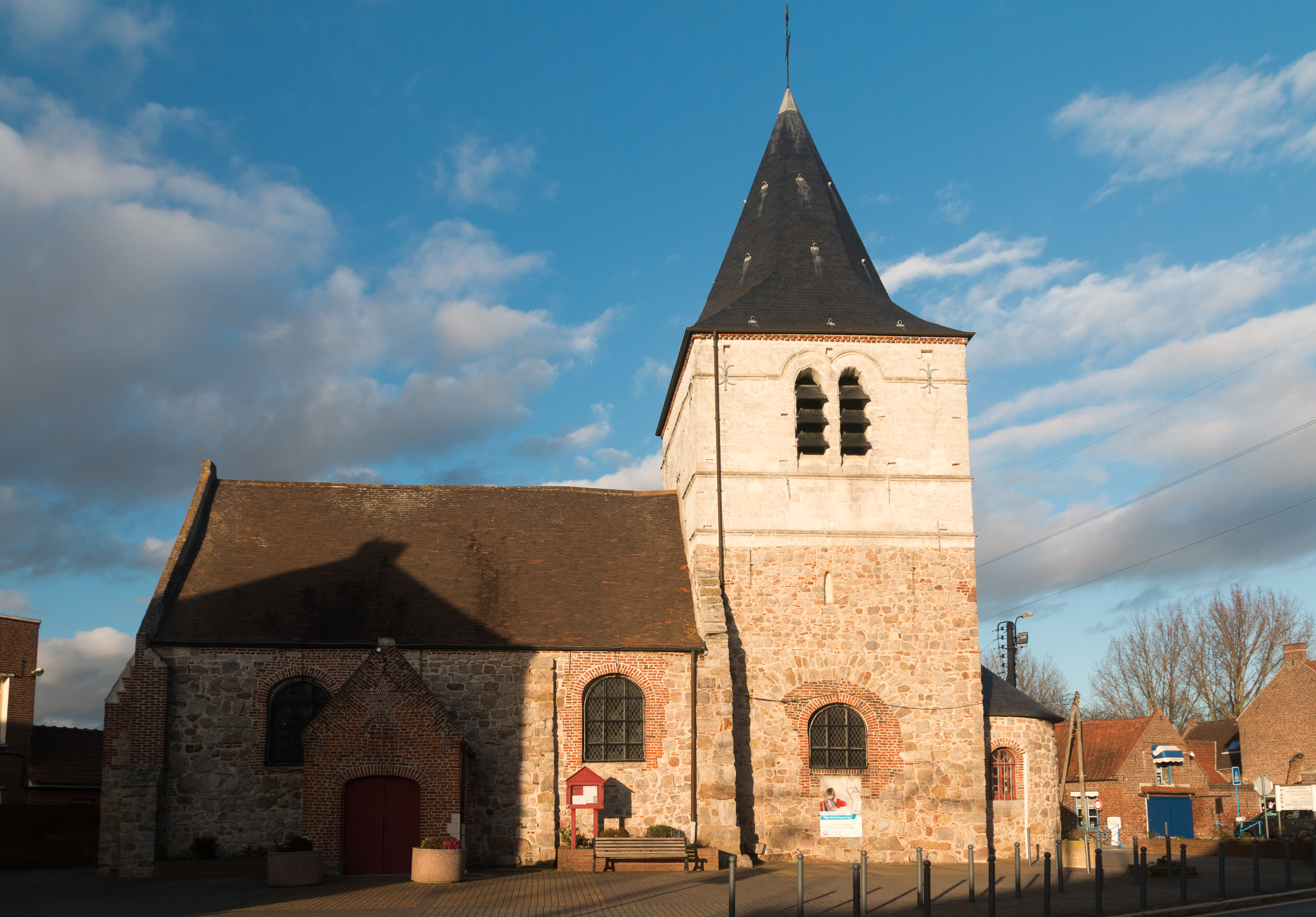
Kirche Saint-Martin
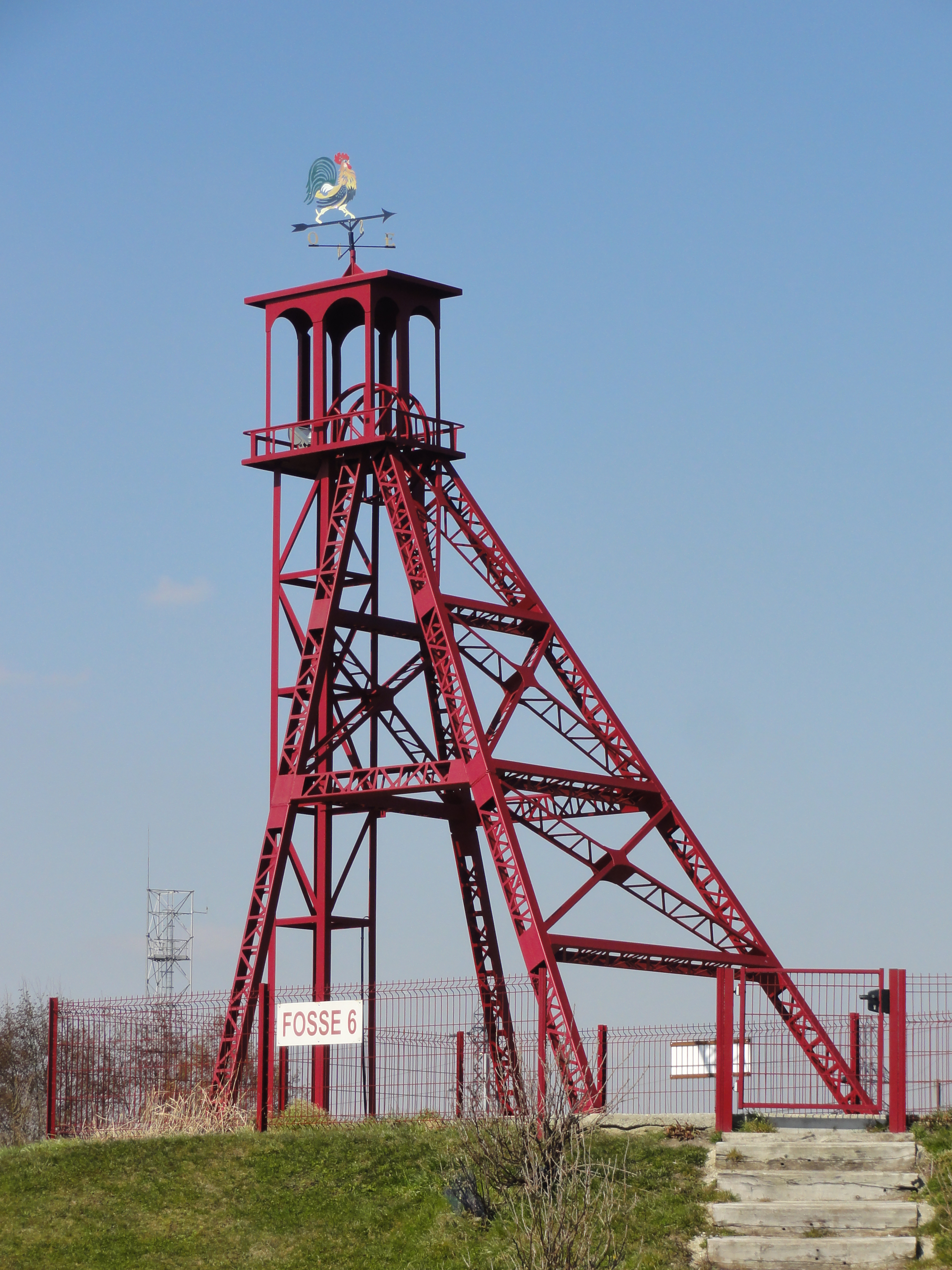
Ehemaliger Förderturm der Zeche Nr. 6
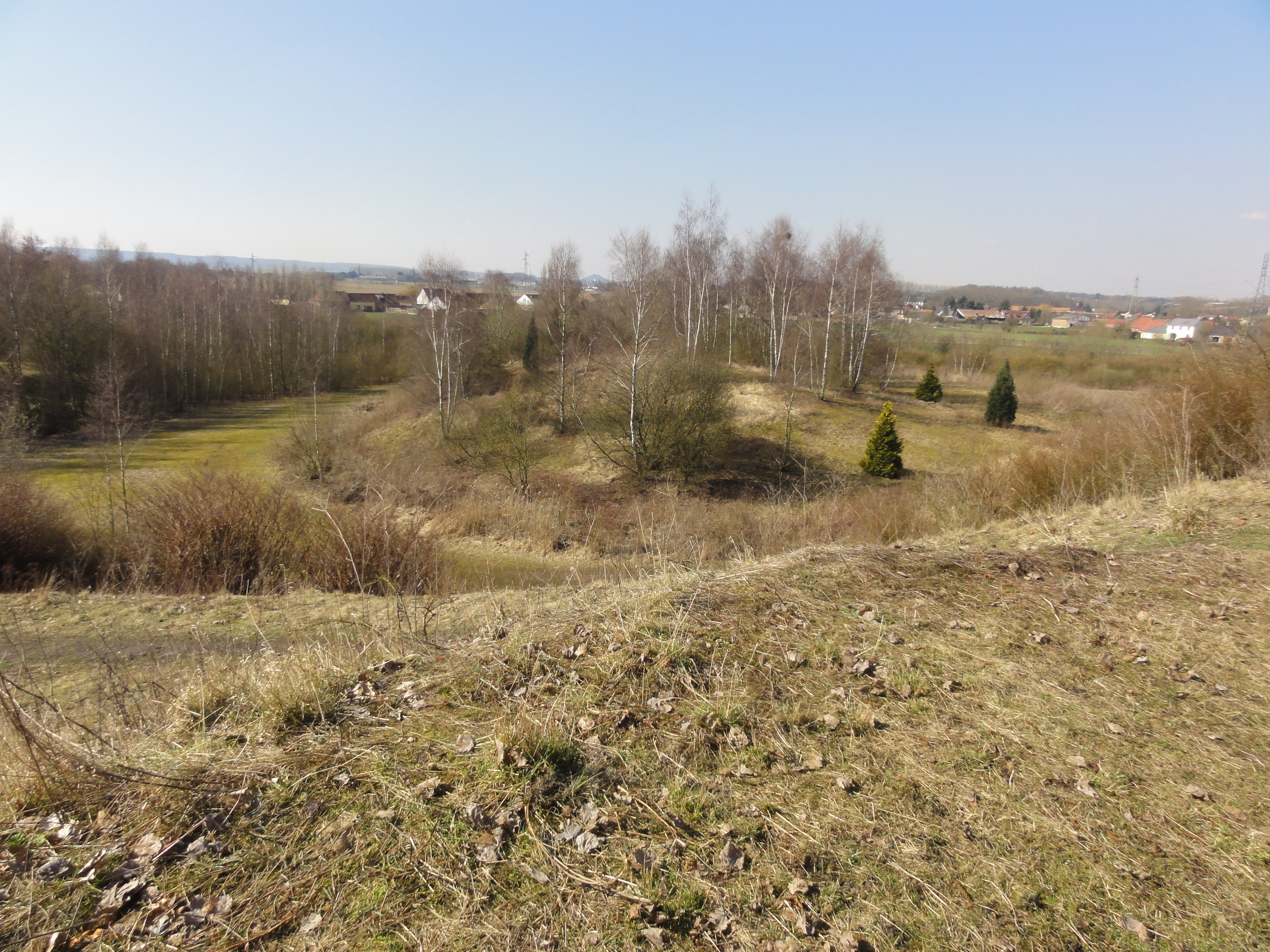
Abraumhalde
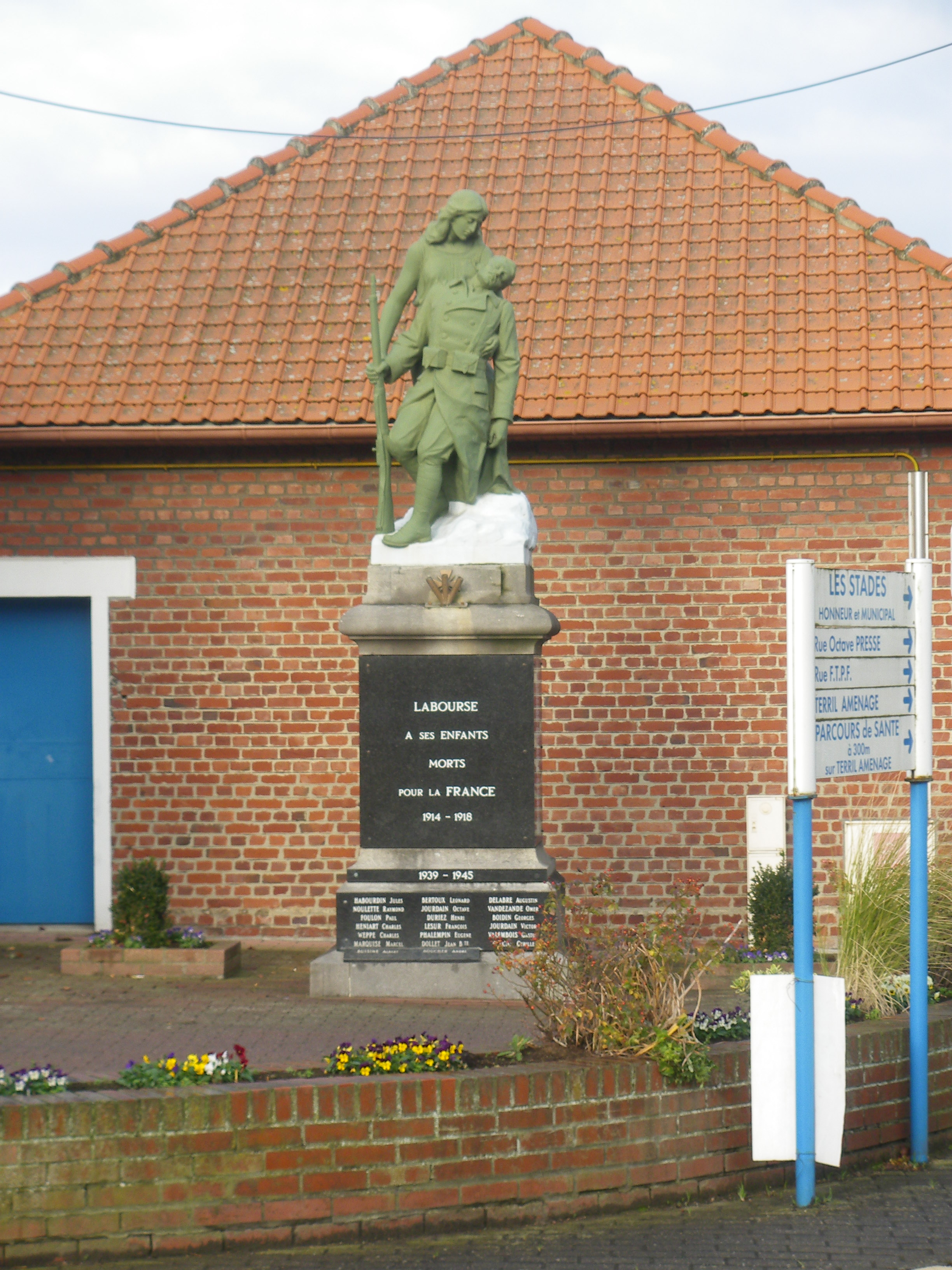
Gefallenendenkmal